# Cycloheptatrieen
Cycloheptatrieen is een cyclische niet-aromatische verbinding met als brutoformule C7H8. De stof komt voor als een kleurloze vloeistof, die onoplosbaar is in water. Het wordt frequent gebruikt als ligand in de coördinatie- en organometaalchemie en als bouwsteen bij organische syntheses.

## Ontdekking
In 1881 ontdekte Albert Ladenburg cycloheptatrieen als ontledingsproduct van tropine. De eerste echte synthese van de verbinding werd pas in 1901 uitgevoerd door Richard Willstätter. Deze synthese startte van cycloheptanon.

## Synthese
De moderne synthese van cycloheptatrieen geschiedt op 2 manieren:
- door een fotochemische reactie van benzeen met diazomethaan
- pyrolyse van het adduct van cyclohexeen en dichloorcarbeen[3]

## Structuur en eigenschappen
De verbinding is niet-aromatisch omdat het geen vlakke structuur aanneemt en omdat niet alle pz-orbitalen met elkaar in conjugatie kunnen komen met elkaar. Het kan aromatische gemaakt worden door een waterstofatoom van het verzadigde koolstofatoom te halen. Hierbij wordt een kation gevormd: het tropylium-kation (C7H7+). Voor deze reactie wordt fosforpentachloride als oxidator gebruikt.